# Onthophagus tuzetae
Onthophagus tuzetae là một loài bọ cánh cứng trong họ Bọ hung (Scarabaeidae).